# Ommegang (Congo)

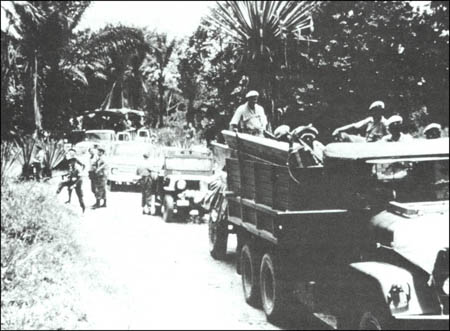
De Ommegang op weg naar Stanleyville

De Ommegang was een colonne van huurlingen, reguliere troepen van de 5e brigade gemechaniseerde infanterie en instructeurs van het Belgisch leger die op 24 november 1964 van Kamina 1500 km door de jungle reed naar Stanleyville in Congo-Leopoldstad om gijzelaars te evacueren.
In 1964 hadden Simba’s Stanleyville ingenomen en gijzelaars genomen.
Om de gijzelaars te bevrijden sprong het 1e regiment paracommando’s van het Belgisch leger uit C-130 transportvliegtuigen van de United States Air Force boven Stanleyville in operatie Rode Draak. 
Als steun voor die luchtlandingsoperatie had generaal Édouard Henniquiau een gemotoriseerde colonne samengesteld met huurlingen, reguliere soldaten en instructeurs die 1500 km door de jungle naar Stanleyville reden om de paracommando’s te steunen en de gijzelaars en paracommando’s te evacueren. 
De soldaten waren Cubaanse ballingen, als huurlingen betaald door de CIA, Belgische militairen, 350 blanke huurlingen van Mike Hoare en enkele duizend soldaten van de armée nationale congolaise, ter beschikking gesteld door Mobutu. Er waren 65 Belgische officieren uit de vroegere Force Publique en 65 Congolese officieren en onderofficieren de zogenaamde "paravents".
De voertuigen waren door de Verenigde Naties achtergelaten pantserwagens, vrachtwagens gekocht bij George Forrest en opgelapte jeeps.
Door de diverse soldaten en voertuigen zei Kolonel Frédéric Vandewalle die de colonne leidde: “Ik heb hier de indruk dat ik de Ommegang leid.”, vandaar de naam van de operatie.